# Izobilni (Krasnodar)
Izobilni (en ruso: Изобильный) es un posiólok del raión de Leningrádskaya del krai de Krasnodar, en Rusia. Está situado a orillas del río Albashí, 19 km al oeste de Leningrádskaya y 130 km al norte de Krasnodar, la capital del krai. Tenía 76 habitantes en 2010.
Pertenece al municipio Novoúmanskoye.